# Greed (programma televisivo)
Greed è stato un programma televisivo italiano, versione italiana dell'omonimo quiz statunitense di Fox, andato in onda su Rai 2 dal 18 settembre 2000 al 6 aprile 2001, il lunedì, il martedì, il giovedì e il venerdì, e dal 1ºnovembre anche il mercoledì, alle ore 20:00, prima del TG 2 delle 20.30, con la conduzione di Luca Barbareschi.
Vi partecipava una squadra composta da sei persone. Durante la trasmissione il montepremi raddoppiava all'aumentare della difficoltà delle 8 domande (partendo da 5 milioni di lire e fino ad un miliardo), le cui opzioni di risposta salivano di un'unità ad ogni domanda. Dalla quarta in poi, le domande avevano più opzioni di risposta e l'argomento di esse veniva svelato prima che fossero rivolte.
Dopo la quarta domanda un concorrente scelto a caso poteva decidere se eliminarne un altro nel "Terminator", in questo caso chi premeva prima il pulsante doveva rispondere correttamente, pena l'eliminazione.
Il 29 ottobre 2000, alle 20.50, su Rai 2 andò in onda una puntata speciale in prima serata.

## Curiosità
- In caso di risposta errata, si sente il suono di due secondi circa tratto a 5.54 circa dal brano "Sub Level 3" di James Horner, dal film "Aliens",[4][5] suono che in una scena sempre del film Aliens si sente subito prima delle frasi "Help!" "What?" "Stop get over here we got a live one!"[6]
- Luca Barbareschi rimproverava ironicamente i concorrenti che[7][8]
  - davano risposte errate su domande non difficilissime, invitando i concorrenti stessi di stare concentrati, di guardare i giornali...,
  - si fermavano troppo presto, dicendo che i concorrenti che venivano a Greed venivano per combattere, che sarebbe dovuto essere più insistente nel far andare avanti i concorrenti, che scappavano a una certa somma chiedendosi perché se ne andavano già presto